# Amphiascus undosus
Amphiascus undosus är en kräftdjursart som beskrevs av Lang 1965. Amphiascus undosus ingår i släktet Amphiascus och familjen Diosaccidae. Inga underarter finns listade i Catalogue of Life.